# Alcalá de Ebro
Alcalá de Ebro ist ein nordspanischer Ort und eine Gemeinde (municipio) mit 243 Einwohnern (Stand: 2024) in der Provinz Saragossa in der Autonomen Gemeinschaft Aragonien.

## Lage und Klima
Alcalá de Ebro liegt am Fluss Ebro etwa 34 Kilometer (Fahrtstrecke) nordwestlich der Stadt Saragossa in einer Höhe von ca. 225 m. Die Kleinstadt Alagón befindet sich knapp zwölf Kilometer südöstlich. Das Klima ist gemäßigt bis warm; Regen (ca. 390 mm/Jahr) fällt mit Ausnahme der Sommermonate übers Jahr verteilt.

## Bevölkerungsentwicklung
| Jahr      | 1857 | 1900 | 1950 | 2000 | 2017 |
| Einwohner | 304  | 388  | 575  | 296  | 270  |

Die Mechanisierung der Landwirtschaft, die Aufgabe bäuerlicher Kleinbetriebe und der damit verbundene Verlust von Arbeitsplätzen führten in der zweiten Hälfte des 20. Jahrhunderts zu einem Rückgang der Bevölkerungszahl (Landflucht).

## Wirtschaft
Jahrhundertelang lebten die Bewohner des Ortes direkt (als Tagelöhner) oder indirekt (als Händler oder Handwerker) von der Landwirtschaft. Sie bearbeiteten die Ländereien der regionalen Grundherrnfamilie, die lange Zeit dem Haus Luna angehörte, sowie ihre eigenen kleinen Felder und Gärten. Vom 17. bis 20. Jahrhundert wurde mit Hilfe eines Gradierwerks Salz produziert.

## Geschichte
In maurischer Zeit sicherte eine Burg (arabisch القلعة, al Qalʿa = „Burg“, „Festung“) eine Furt am Ebro bzw. den Ort, der jedoch erst nach der Eroberung der Stadt Saragossa im Jahr 1118 durch den aragonesischen König Alfons I. eine kurze Blütezeit erlebte. Entlang des Ebro führte der ost- und zentralspanische Jakobsweg, der sich bei Burgos mit dem Camino Francés vereinigte. Miguel de Cervantes schrieb in der Nähe von Alcalá den 2. Teil seines Don Quijote, der hier seinen Diener Sancho Pansa zum Gouverneur einer Flussinsel mit Namen Barataria ernannte.

## Sehenswürdigkeiten
- Hauptsehenswürdigkeit des Ortes ist die doppeltürmige barocke Pfarrkirche (Iglesia de la Santísima Trinidad) aus dem 17. Jahrhundert, deren Vierungsbereich von einer laternenbekrönten Kuppel überhöht ist. Die Apsis enthält ein churriguereskes Altarretabel mit gedrehten Säulen; an den Wänden hängen mehrere barocke Heiligenbilder.
- Am Flussufer außerhalb des Ortes erinnert eine Bronzestatue an Sancho Pansa, den bäuerlichen Gobernador de la insula de Barataria.
- Ein stillgelegtes Gebäude mit angeschlossenem Gradierwerk erinnert an die ehemals hier betriebene Herstellung von Salz.